# Chorizopes zepherus
Chorizopes zepherus är en spindelart som beskrevs av Zhu och Song 1994. Chorizopes zepherus ingår i släktet Chorizopes och familjen hjulspindlar. Inga underarter finns listade i Catalogue of Life.